# كنيس صلاة القهال
كنيس صلاة القهال (بالعبرية בית כנסת צלאת לקהל) هو كنيس يقع في الملاح، الحي اليهودي، بالمدينة العتيقة للصويرة.
تم افتتاح الكنيس عام 1859، وقد تم بناؤه عام 1850 بأموال تم تجميعها من طرف أفراد المجتمع اليهودي الذين كانوا يختلطون مع الحشود في مراسم الجنازات ويطلبون الصدقات.
«صلاة القهال»، والتي تعني «كنيس المجتمع»، تسمى أيضًا كنيس الفقراء، حيث كانت بمثابة مرفق تعليمي عبري للأطفال المحتاجين.

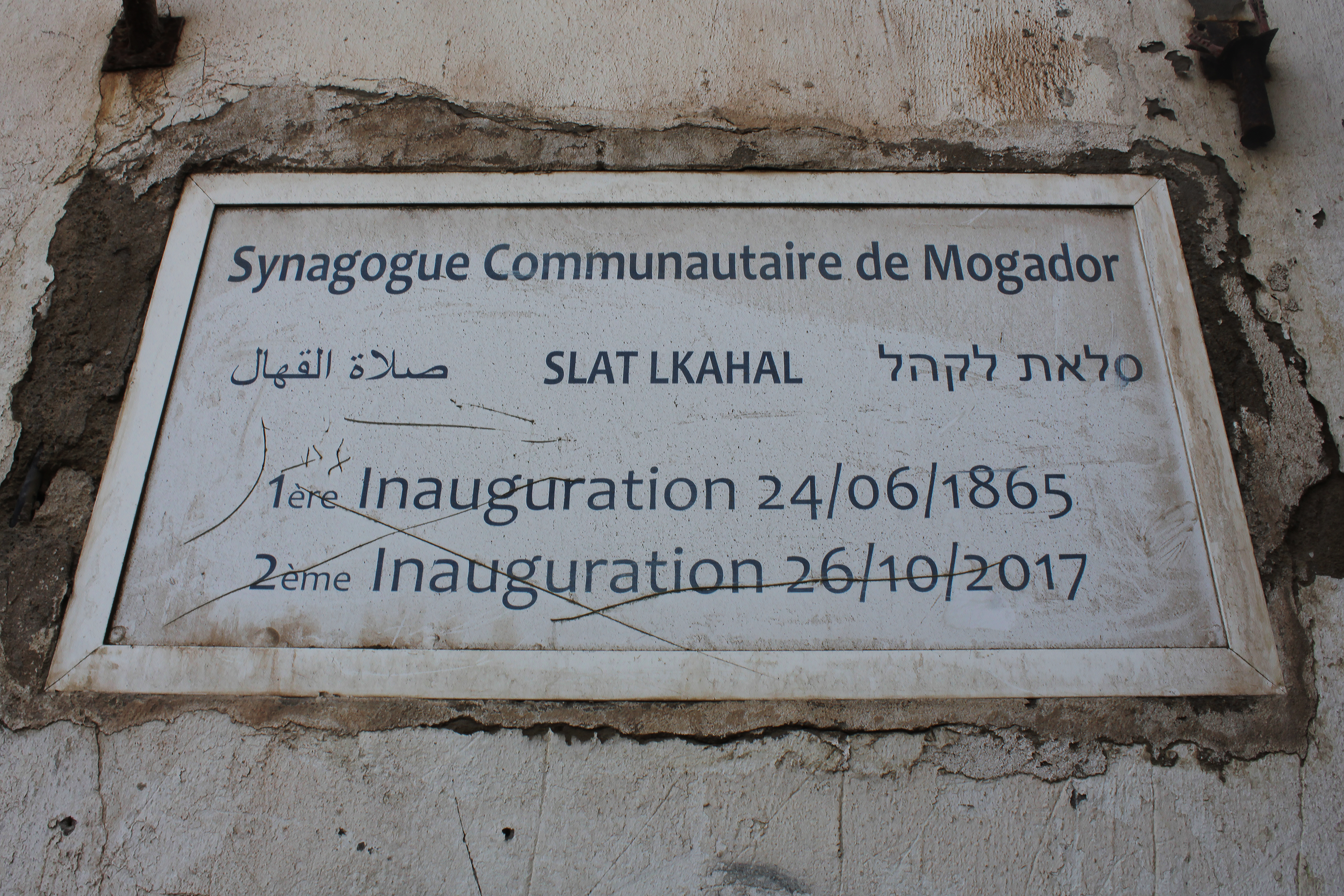
لافتة كنيس صلاة القهال